# Doris Hochscheid
Doris Hochscheid is een Nederlandse celliste, gespecialiseerd in kamermuziek. 
Ze studeerde bij Dmitri Ferschtman aan het Sweelinck Conservatorium in Amsterdam. Sinds 1999 is zij vast lid van het Asko Ensemble. Zij speelt vele jaren in een duo met pianist Frans van Ruth. Zij richtten de Stichting Cellosonate Nederland', die zich inzet voor muziek van Nederlandse componisten voor cello en piano. Hochscheid vormt sinds 2005 met Van Ruth, de violiste Jacobien Rozemond en de altviolist Sven Arne Tepl het Amsterdam Bridge Ensemble. Ook speelt zij met Daniel Rowland, Ivar Berix en Frank van de Laar in het Raido Ensemble.
Hochscheid is docente kamermuziek en Alexander Techniek voor de strijkersafdeling van de Conservatorium van Amsterdam. Ook doceert zij cellospel aan de 'University College Roosevelt' in Middelburg.
Bij het Tanglewood Festival in zowel 1996 als 1997 werd zij onderscheiden met de Prize for an Outstanding Cellist. De componisten Dimitris Andrikopoulos en Martijn Padding  schreven in 2006 resp. 2010 een celloconcert voor haar.
- Bibliothèque nationale de France: cb15124010q (data)
- CiNii: DA16596497
- Gemeinsame Normdatei: 12998874X
- International Standard Name Identifier: 0000 0000 3519 984X
- Library of Congress Control Number: n96042941
- MusicBrainz: 4f0e90a9-cecf-4e7b-9856-0d871351842c
- Nationale Bibliotheek van Israël: 987007312219305171
- Nederlandse Thesaurus van Auteursnamen: 317242792
- Virtual International Authority File: 22439377
- WorldCat: E39PBJjdcCjRgpjb6q8hdrv8md